# Казнено-поправни завод у Дубрави
Казнено-поправни завод у Дубрави је затвор општег типа који се налази у Дубрави, код Истока. Највећи је затвор на простору Косова и Метохије.

## Историја

### Бомбашки напади 1999.
НАТО је 19. и 21. маја бомбардовао затвор током бомбардовања Југославије, нехотице убивши најмање 23 припадника терористичке Ослободилачке војске Косова с којом је сарађивао.

### Побуна 2003.
Пет затвореника је убијено, а 16 повређено током нереда који су избили 4. септембра 2003. након протеста због услова живота у затвору. УНМИК је покушао мирно да прекине протест, али су затвореници запалили душеке.